# Кордоболь
Кордоболь (устар. Кордобль) — река в России, протекает в Буйском и Солигаличском районах Костромской области. Устье реки находится в 6,3 км по правому берегу реки Тутка. Длина реки составляет 14 км.
Исток находится в болотах на границе с Вологодской областью. Река течёт на юго-восток по ненаселённому лесу. Крупнейшие притоки — Ивовец (правый); Погарная (левый). Впадает в Тутку у деревни Кордоболь.

## Данные водного реестра
По данным государственного водного реестра России относится к Верхневолжскому бассейновому округу, водохозяйственный участок реки — Кострома от истока до водомерного поста у деревни Исады, речной подбассейн реки — Волга ниже Рыбинского водохранилища до впадения Оки. Речной бассейн реки — (Верхняя) Волга до Куйбышевского водохранилища (без бассейна Оки).
Код объекта в государственном водном реестре — 08010300112110000012007.